# Eton Mess

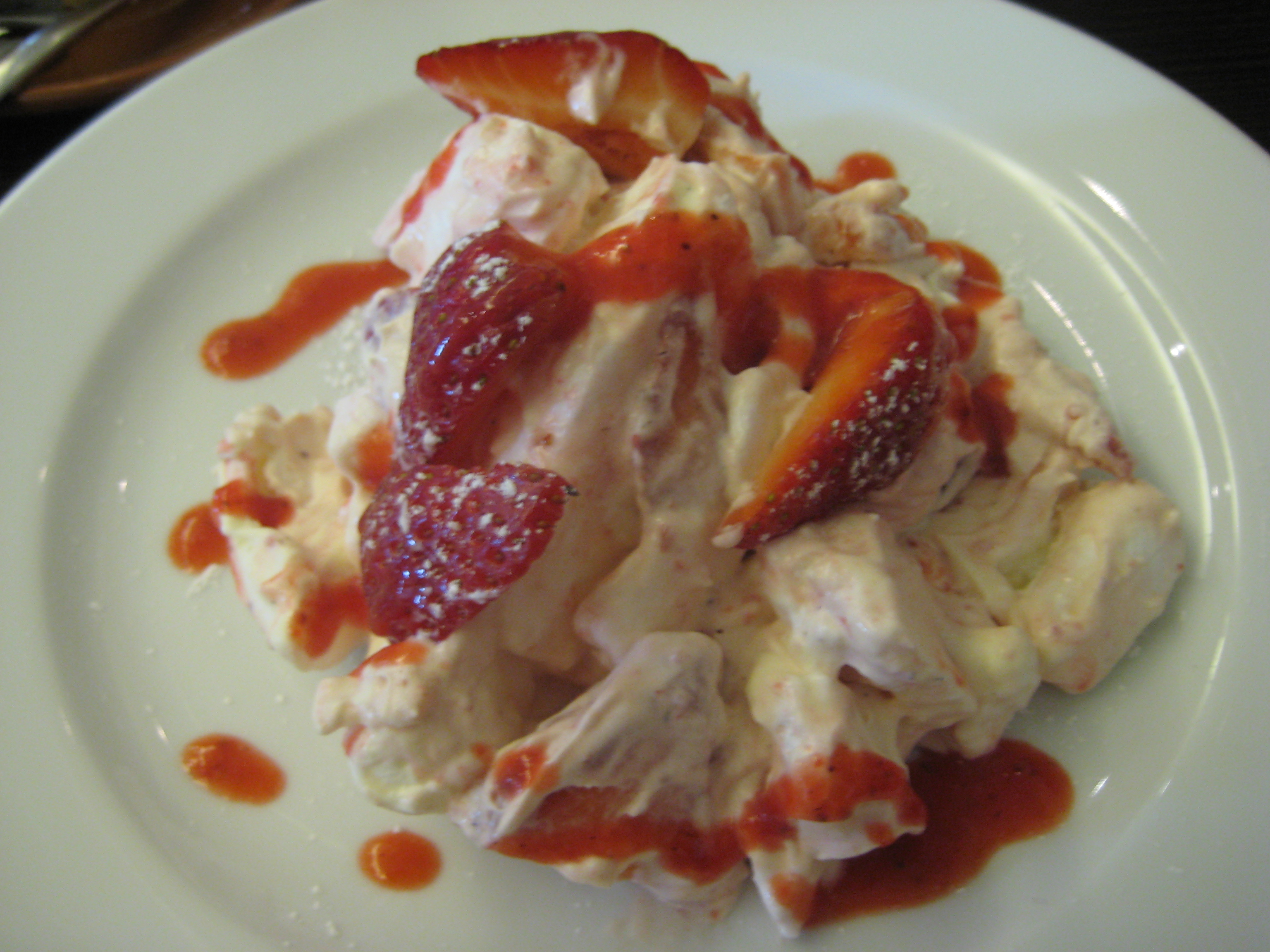
Eton Mess

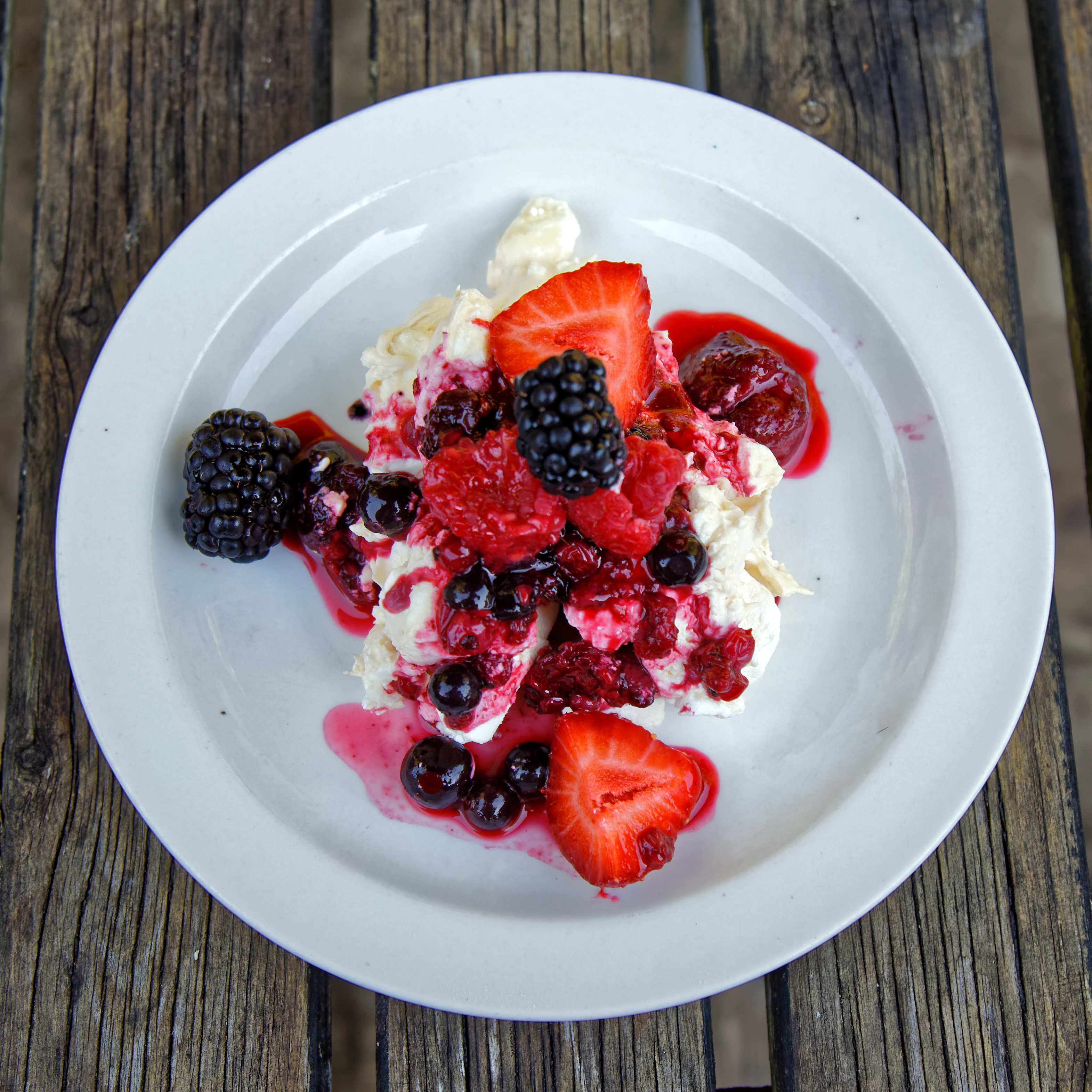
Eton Mess mit Erdbeeren, Brombeeren, Johannisbeeren und Pflaumen

Eton Mess ist ein Dessert der englischen Küche, das aus einer Mischung aus Früchten (traditionell Erdbeeren), zerbrochenen Baisers und Schlagsahne besteht. Manche Rezepte enthalten auch Likör oder Schokoladensauce.

## Geschichte
Das Dessert wurde 1893 erstmals erwähnt. Es wird angenommen, dass es am Eton College entstanden ist, wo es zu einem Cricket-Spiel gegen die Harrow School serviert wurde. In den 1930er Jahren war es dort auch im Sock Shop (ein kleiner Einzelhändler) in der Schule erhältlich. Es wurde ursprünglich mit Erdbeeren oder Bananen und mit Eiscreme oder Sahne hergestellt. Baiser wurde später hinzugefügt.
Ähnliche Desserts sind Lancing Mess (mit Bananen), das am Lancing College in West Sussex serviert wird und Clare College Mush vom Clare College der University of Cambridge. Das Wort Mess kann sich auf das Aussehen des Tellers beziehen, auf gemeinsam essende Menschen (siehe Messe (Schifffahrt)) oder auf eine „große Menge Essen“, die sich vom Lateinischen missum herleitet.

## Verwendung im Brexit
Das Brexit-Chaos wird von Kritikern als Eton Mess im übertragenen Sinn bezeichnet, aufgrund der Prominenz einiger Eton-Absolventen im Unterhaus.